# Italie centrale

Italie centrale.

L’Italie centrale (italien : Italia centrale  ou Centro) est la partie de la botte italienne qui
englobe quatre des vingt régions du pays : le Latium, la Toscane, les Marches et l'Ombrie. 
Administrativement, elle est
l'une des cinq subdivisions territoriales utilisées par l'Istituto nazionale di statistica (ISTAT) et, pour l'Union européenne, une unité territoriale statistique (UTS) de premier niveau et une circonscription législative.